# Rasoul Raisi
Sayed Rasoul Raisi (in persiano سيد رسولرئيسى‎; Ardabil, 8 ottobre 1924 – Teheran, 23 luglio 2015) è stato un sollevatore iraniano medagliato mondiale, che ha gareggiato nelle categorie dei pesi massimi leggeri e pesi mediomassimi.

## Carriera
Partecipò alle Olimpiadi di Londra nel 1948, dove si classificò all'ottavo posto. Vinse la medaglia di bronzo ai mondiali di Scheveningen nel 1949 nella categoria dei pesi massimi leggeri e vinse la medaglia d'oro ai primi Giochi Asiatici di Nuova Delhi nel 1951, nella categoria dei pesi mediomassimi.
Al momento della scomparsa, nel luglio del 2015, era l'ultimo sollevatore iraniano vivente partecipante alle Olimpiadi di Londra nel 1948.